# Finlandia Wschodnia
Finlandia Wschodnia (fiń. Itä-Suomen lääni, szw. Östra Finlands län) – prowincja Finlandii istniejąca w latach 1997–2009. Graniczyła z prowincjami Oulu, Finlandia Zachodnia i Finlandia Południowa. Stolicą prowincji było Mikkeli. Zajmowała tereny historycznych regionów Karelia, Savonia.

## Historia
Finlandia Wschodnia została utworzona w 1997 roku z dotychczasowych prowincji Mikkeli, Kuopio oraz z Pohjois-Karjala. Została zniesiona 1 stycznia 2010 r.

## Regiony
Finlandia Wschodnia była podzielona na 3 regiony.
- Karelia Północna (Pohjois-Karjala / Norra Karelen)
- Sawonia Północna (Pohjois-Savo / Norra Savolax)
- Sawonia Południowa (Etelä-Savo / Södra Savolax)